# Musito
Musito är ett periodiskt vattendrag i Burundi.   Det ligger i provinsen Kirundo, i den norra delen av landet, 140 km nordost om huvudstaden Bujumbura.
Omgivningarna runt Musito är en mosaik av jordbruksmark och naturlig växtlighet. Runt Musito är det tätbefolkat, med 308 invånare per kvadratkilometer.